# Бі Сі Плейс
«Бі Сі Плейс» (англ. BC Place) — багатофункціональний стадіон у місті Ванкувер, Канада, домашня арена ФК «Ванкувер Вайткепс».
Стадіон побудований та відкритий 1983 року. У 2009 році реконструйовано внутрішню частину арени, 2011 року — модернізовано фасад стадіону та облаштовано територію навколо нього. Арена має потужність 22 120 глядачів під футбольних матчів та 54 500 — під час концертних  та інших заходів. 